# Liste bekannter Anarchisten
Ein Anarchist ist ein Befürworter der Anarchie oder des Anarchismus.
Diese Liste führt enzyklopädisch relevante Personen auf, die sich selbst als Anarchisten verstehen oder (zumindest zeitweise) verstanden haben, in anarchistischen Gruppen Mitglied waren oder sind, theoretische Arbeiten vorgelegt oder in den Geistes- und Sozialwissenschaften erwähnte Aktionen im genannten Sinn ausgeführt haben.
Vorläufer oder Wegbereiter des Anarchismus vor der Moderne sind hier nicht aufgeführt.

## A
- Émile Armand Pseudonym für Ernest-Lucien Juin. (* 1872; † 1962). Schriftsteller.
- Peter Arschinoff (* 1887 in Andrijiwka, Ukraine; † 1938 in der Sowjetunion). Beteiligter der Machnowschtschina und Schriftsteller.
- Victor Arendorff (1878–1958), schwedischer Schriftsteller, Dichter und Journalist
- Francisco Ascaso (* 1. April 1901 in Huesca; † 20. Juli 1936 in Barcelona). Militanter Anarchosyndikalist der CNT.
- Zo d’Axa (* 24. Mai 1864 in Paris; † 30. August 1930 in Marseille). Satiriker, Schriftsteller und Journalist.

## B

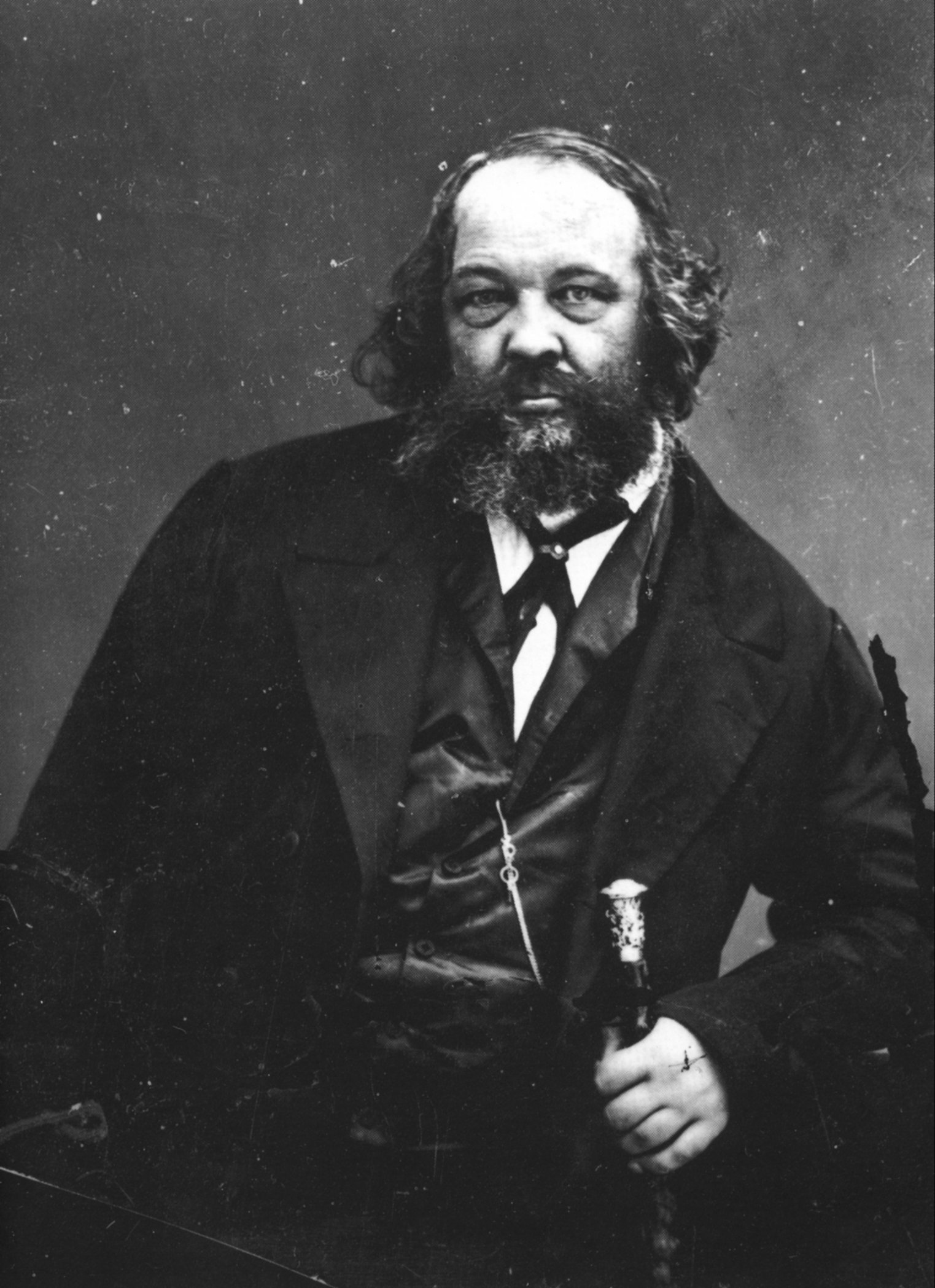
Michail Bakunin

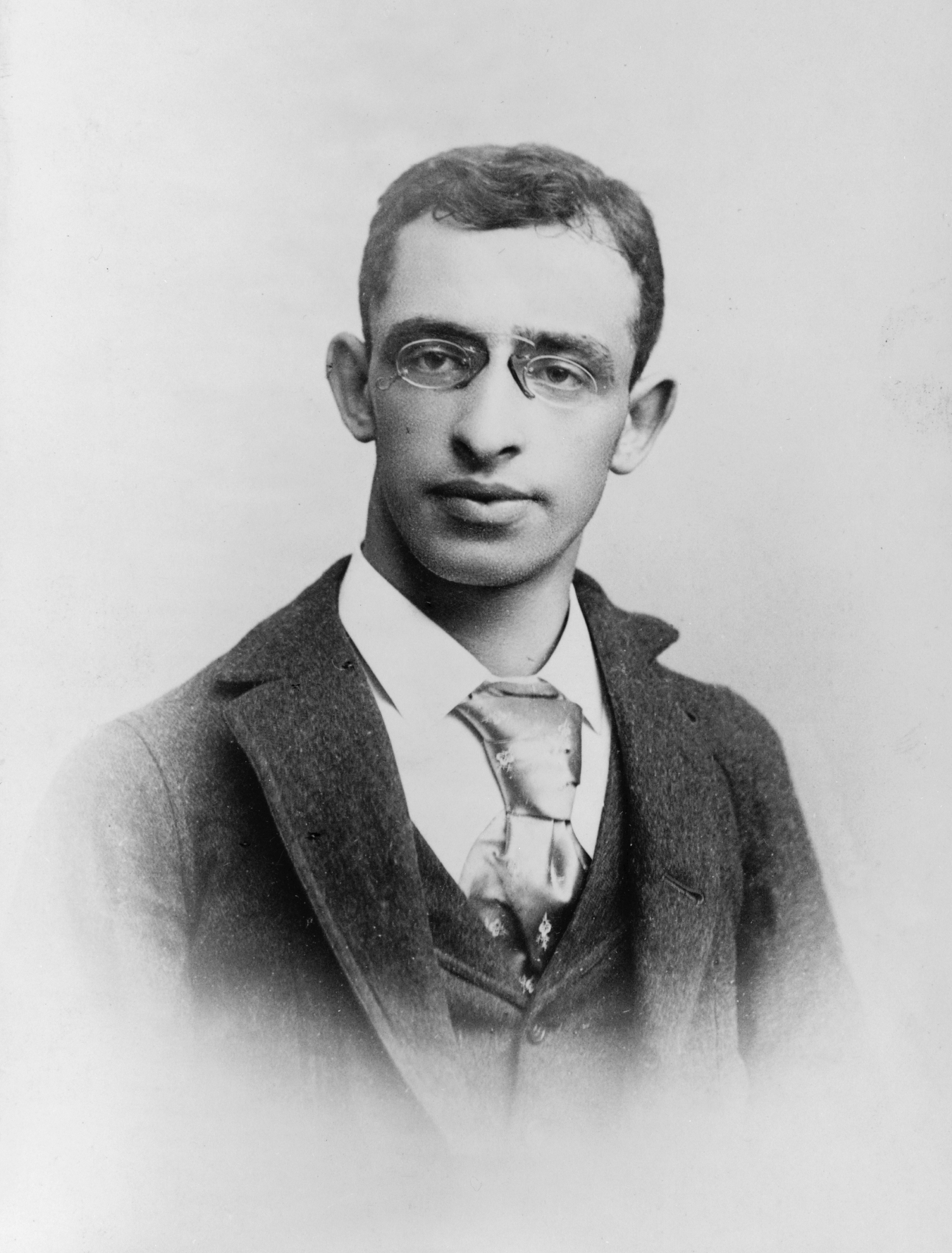
Alexander Berkman

- Bā Jīn (* 25. November 1904 in Chengdu, Sichuan; † 17. Oktober 2005 in Shanghai). Chinesischer Schriftsteller und Publizist.
- François Noël Babeuf (genannt Gracchus Babeuf; * 23. November 1760 in Saint Nicaise bei Saint-Quentin; † 27. Mai 1797 in Vendôme); Französischer Journalist und linksrevolutionärer Agitator während der ersten französischen Revolution. Gründer und Wortführer der Verschwörung der Gleichen.
- Michail Bakunin (russisch Михаил Александрович Бакунин; * 30. Mai 1814 in Prjamuchino bei Twer; † 1. Juli 1876 in Bern). Erster Organisator der anarchistischen Bewegung und Begründer des Kollektivistischen Anarchismus.
- Enrico Baj (* 31. Oktober 1924 in Mailand; † 16. Juni 2003 in Vergiate). Maler, Bildhauer und Kunsttheoretiker.
- Harold Barclay (* 3. Januar 1924 in Alberta; † 20. Dezember 2017 in Vernon, British Columbia); Professor der Anthropologie an der Universität von Alberta, Edmonton.
- Edgar Bauer (* 7. Oktober 1820 in Charlottenburg; † 18. August 1886). Politisch-philosophischer Schriftsteller und Aktivist.
- Jörg Bergstedt (* 2. Juli 1964 in Bleckede). Ökoaktivist und Buchautor.
- Alexander Berkman (* 21. November 1870 in Vilnius, Litauen; † 28. Juni 1936). Schriftsteller.
- Marie-Louise Berneri (* 1. März 1918 in Arezzo; † 13. April 1949 in London), italienische Autorin.
- Camillo Berneri (* 20. Juli 1897; † 6. Mai 1937), italienischer Anarchist
- Luigi Bertoni (* 6. Februar 1872 in Mailand; † 19. Januar 1947 in Genf)
- Hakim Bey, eigentlich Peter Lamborn Wilson, (* 1945 in New York; † 22. Mai 2022 in  Saugerties, Ulster County, New York), Schriftsteller, subkultureller Künstler, Philosoph und „anarchistischer Ontologist“.
- Janet Biehl (* 1953), Theoretikerin der Sozialökologie.
- Jack Bilbo eigentlich Hugo Cyrill Kulp Baruch (* 13. April 1907 in Berlin; † 1967 in Berlin). Schriftsteller, Maler, Galerist und Kapitän.
- Georg Blumenthal (* 29. Oktober 1872; † 27. Juni 1929) deutscher Physiokrat und Freiwirt
- Robert Bodanzky (* 20. März 1879; † 2. November 1923), Kabarettist, Regisseur, Journalist
- Étienne de La Boétie (* 1. November 1530 in Sarlat-la-Canéda; † 18. August 1563 nahe Bordeaux). Schriftsteller und Übersetzer antiker Schriften.
- Alfredo Bonanno (* 4. März 1937 in Catania; † 6. Dezember 2023 in Triest); italienischer Anarchist
- Jules Bonnot, vollständig Jules Joseph Bonnot (* 14. Oktober 1876 in Pont-de-Roide; † 24. April 1912 in Paris) Begründer der « Bande à Bonnot », einer Gruppe Illegalisten.
- Murray Bookchin (* 14. Januar 1921 in New York City; † 30. Juli 2006 in Burlington, Vermont) Hochschullehrer, Autor und Begründer der Sozialökologie als Verbindung von anarchistischem und ökologischem Denken.
- Walther Borgius  (* 2. November 1870 in Frankfurt (Oder); † 1. Oktober 1932 in Berlin-Lichterfelde) deutscher Nationalökonom und individualistischer Anarchist
- Ludwig Börne, eigentlich Juda Löb Baruch (* 6. Mai 1786 im jüdischen Ghetto von Frankfurt; † 12. Februar 1837 in Paris). Journalist, Literatur- und Theaterkritiker.
- Federico Borrell García (* 3. Januar 1912 in Benilloba; † 5. September 1936 nahe Cerro Muriano). Republikanischer Soldat im Spanischen Bürgerkrieg. Er erlangte weltweite Bekanntheit durch eine Fotografie Robert Capas mit dem Titel „Loyalistischer (= republikanischer) Soldat im Moment seines Todes“.
- Lambertus Johannes Bot (* 28. Mai 1897 in Amsterdam; † 6. Dezember 1988 in Den Haag), war ein niederländischer Autor, Antimilitarist und Anarchist.
- Fritz Brupbacher (* 30. Juni 1874 in Zürich; † 1. Januar 1945 in Zürich). Arzt und Schriftsteller.
- Filippo Buonarroti (* 11. November 1761 in Pisa, Großherzogtum Toskana; † 16. September 1837 in Paris). Italienisch-französischer Revolutionär und Publizist. Aktivist und publizierender Verbreiter der Ideen der Verschwörung der Gleichen.

## C

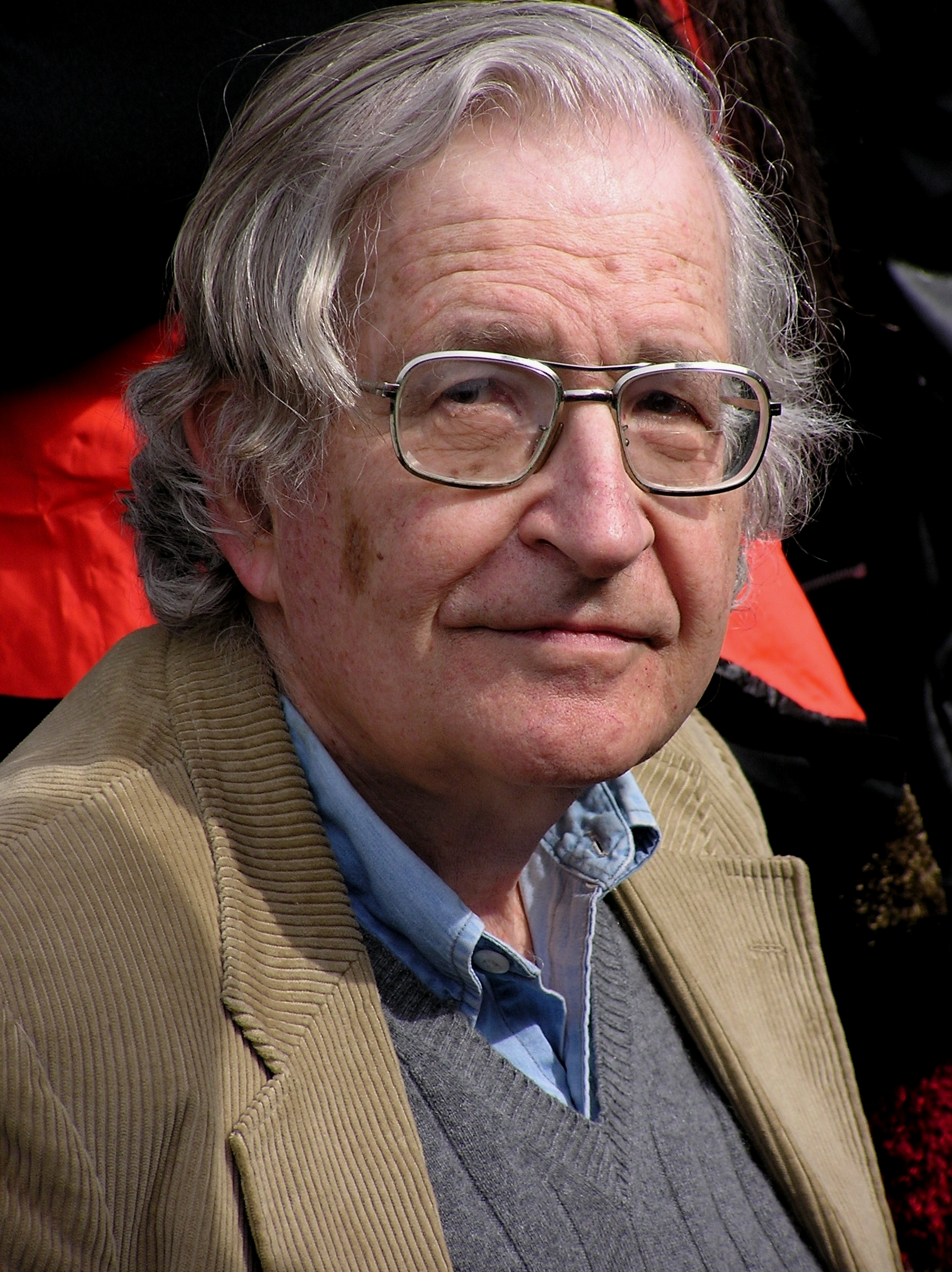
Noam Chomsky

- Carlo Cafiero (* 1. September 1846 in Barletta; † 17. Juli 1892 in Nocera Inferiore); Aktivist.
- Berthold Cahn (* Mai 1871 in Langenlonsheim; † 28. Mai 1942 im KZ Sachsenhausen); Aktivist.
- Marco Camenisch (* 21. Januar 1952 in Campocologno, Kanton Graubünden); Militanter Atomkraft-Gegner und „Ökoterrorist“.
- Albert Camus (* 7. November 1913 in Mondovi, Algerien; † 4. Januar 1960 nahe Villeblevin, Département Yonne, Frankreich); Philosoph und Schriftsteller.
- Rolf Cantzen (* 1955 in Lingen); Journalist und Autor.
- Luisa Capetillo (* 28. Oktober 1879; † 10. Oktober 1922); puerto-ricanische Frauenrechtlerin und Anarchistin.
- Sante Geronimo Caserio, (* 8. September 1873 in Motta Visconti in der Lombardei; † 16. August 1894 in Lyon); Vertreter der Propaganda der Tat.
- Noam Chomsky, vollständig Avram Noam Chomsky (* 7. Dezember 1928 in Philadelphia, Pennsylvania, USA); Autor und Professor für Linguistik am Massachusetts Institute of Technology.
- Pierre Clastres (1934–1977), Ethnologe.
- Voltairine de Cleyre (* 17. November 1866 in Leslie (Michigan); † 20. Juni 1912 in Chicago); Autorin.
- Anton Levien Constandse; (* 1899; † 1985). Autor, Zeitschriftenherausgeber.
- Alfredo Cospito (* 1967), italienischer Anarchist
- Andrea Costa (* 30. November 1851 in Imola; † 19. Januar 1910 ebf. in Imola), italienischer Aktivist, Publizist und Politiker.
- Leon Czolgosz (* 1. Januar 1873 in Alpena, Michigan; † (hingerichtet) 29. Oktober 1901 in Auburn, New York), amerikanischer Arbeiter und anarchistischer Aktivist polnischer Herkunft, wurde durch sein tödliches Attentat auf US-Präsident William McKinley im Jahr 1901 bekannt.

## D

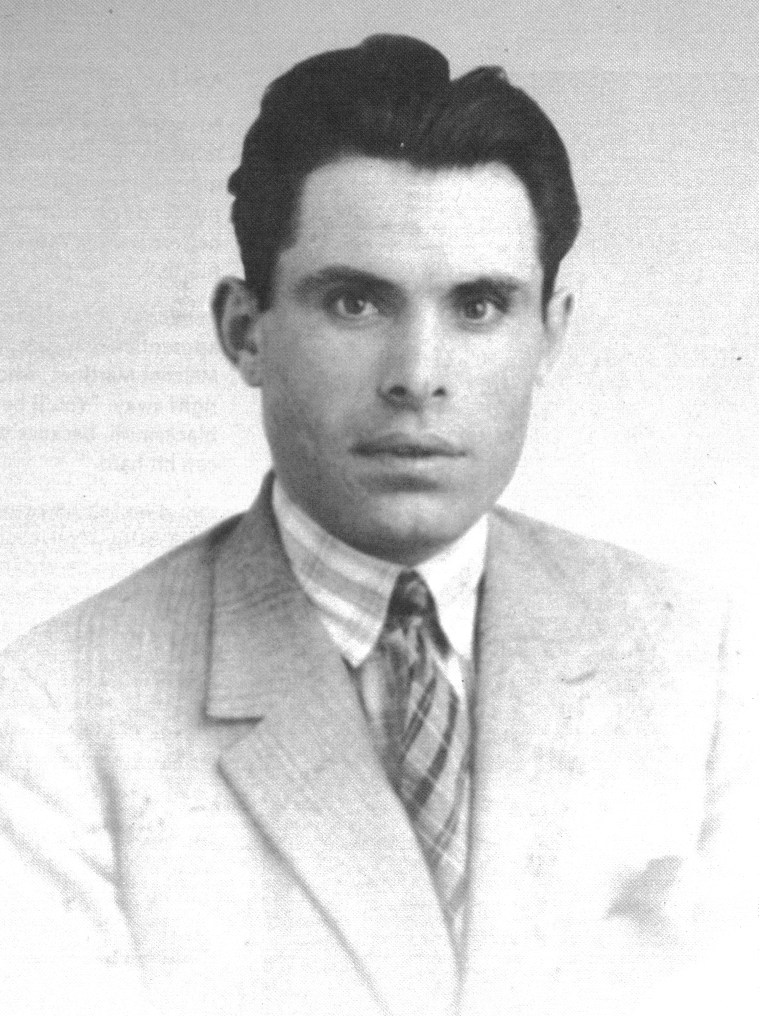
Buenaventura Durruti

- Die 3 Tornados; 1977 in West-Berlin von Arnulf Rating, Günter Thews und Hans-Jochen Krank aufgebautes und 1990 aufgelöstes Kabarett-Trio
- Ferdinand Domela Nieuwenhuis (* 31. Dezember 1846 in Amsterdam; † 18. November 1919 in Hilversum). Erster sozialistischer Politiker der Niederlande und später anarchistischer Aktivist.
- Frans Drion (* 2. September 1874 in Den Haag; † 13. Dezember 1948 ebenda), niederländischer Lehrer, Politiker und Anarchist
- Bernd Drücke (* 24. Dezember 1965 in Unna) Dr. phil., Soziologe, freier Journalist, Autor und presserechtlich verantwortlicher Koordinationsredakteur der Monatszeitung Graswurzelrevolution.
- Buenaventura Durruti (* 14. Juli 1896 in León; † 20. November 1936 in Madrid). Revolutionär und zentrale Figur des spanischen Bürgerkriegs.
- Roel van Duijn vollst. Roeland Hugo Gerrit van Duijn (* 20. Januar 1943 in Den Haag). Philosoph und Akteur der Provo, später im Parlament.

## E
- David Edelstadt (* 9. Mai 1866 bei Kaluga in Russland; † 17. Oktober 1892 in Denver, Colorado). Schriftsteller.
- Luis Andrés Edo, (* 7. November 1925 in Barcelona; † 14. Februar 2009 in Barcelona); spanischer Anarchosyndikalist
- George Engel (* 15. April 1836; † 11. November 1887), deutscher Anarchist
- Lorenzo Kom’boa Ervin, (* 1947 in Chattanooga (Tennessee)). Autor und Black Anarchist.

## F
- Sébastien Faure (* 6. Januar 1858 in Saint-Étienne; † 14. Juli 1942 in Royan). Schriftsteller.
- Etta Federn-Kohlhaas (* 28. April 1883 in Wien; † 9. Mai 1951 in Paris). Anarchosyndikalistische Aktivistin und Schriftstellerin.
- Léo Ferré (* 24. August 1916 in Monaco; † 14. Juli 1993 in Castellina in Chianti, Italien). Musiker.
- Francisco Ferrer (* 10. Januar 1859 in Alella bei Barcelona; † 13. Oktober 1909 in Barcelona). Libertärer Pädagoge.
- Paul Feyerabend (* 13. Januar 1924 in Wien; † 11. Februar 1994 in Genolier/Schweiz). Philosoph und Wissenschaftstheoretiker.
- Dario Fo (* 24. März 1926 in Sangiano, Italien; † 13. Oktober 2016 in Mailand). Satirischer Theaterautor, Regisseur, Bühnenbildner, Komponist, Erzähler und Schauspieler. Nobelpreisträger für Literatur des Jahres 1997.
- Charles Fourier (* 7. April 1772 in Besançon; † 10. Oktober 1837 in Paris). Gesellschaftstheoretiker und Vertreter des Frühsozialismus.
- Ernst Friedrich (* 25. Februar 1894 in Breslau; † 2. Mai 1967 in Le Perreux-sur-Marne, Frankreich). Pazifist, Schriftsteller.

## G

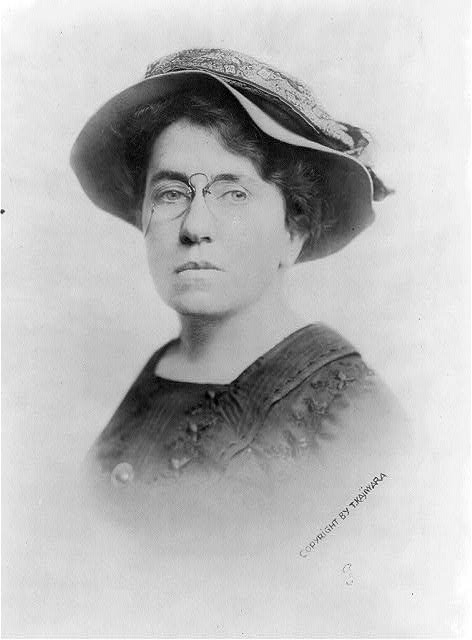
Emma Goldman

- Luigi Galleani (* 1861; † 4. November 1931). Befürworter des gewaltsamen Umsturzes der US-Regierung.
- Alexei Gan (* wohl 1887 in der Umgebung von Moskau; † 8. September 1942). Avantgarde-Künstler, Kunst-, Film- und Theatertheoretiker, Grafikdesigner und Filmemacher.
- Juan García Oliver (* 1901 in Reus, Tarragona; † 1980 in Guadalajara, Mexiko). Teilnehmer des spanischen Bürgerkriegs und Begründer der Gruppe Los Solidarios, die unter anderem ein Attentat auf Alfonso XIII. plante.
- Allen Ginsberg (* 3. Juni 1926 in Paterson (New Jersey); † 5. April 1997 in New York City). US-amerikanischer Dichter der Beat Generation.
- William Godwin (* 3. März 1756 in Wisbech, Cambridgeshire; † 7. April 1836). Schriftsteller.
- Gregor Gog (* 7. November 1891 in Schwerin; † 7. Oktober 1945 in Taschkent) war Gründer der Bruderschaft der Vagabunden.
- Emma Goldman (* 27. Juni 1869 in Kaunas, Litauen; † 14. Mai 1940 in Toronto, Kanada). Friedensaktivistin und Frauenrechtlerin.
- Paul Goodman (* 9. September 1911 in New York; † 2. August 1972). US-amerikanischer anarchistischer Autor, Pädagoge
- Pietro Gori (* 14. August 1865 in Messina; † 8. Januar 1911 in Portoferraio). Jurist, Journalist, Intellektueller und Dichter.
- David Graeber (* 12. Februar 1961 in New York; † 2. September 2020 in Venedig) war ein amerikanischer Ethnologe. Er lehrte am Goldsmiths College der University of London.
- Jean Grave (* 16. Oktober 1854 in Le Breuil-sur-Couze; † 8. Dezember 1939 in Vienne-en-Val). Aktivist.
- Germaine Greer, (* 29. Januar 1939 in Melbourne). Autorin, Publizistin und Feministin
- Otto Gross (* 17. März 1877 in Gniebing-Weißenbach, Steiermark; † 13. Februar 1920 in Berlin). Arzt, Psychiater und Psychoanalytiker.
- Daniel Guérin (* 19. Mai 1904 in Paris; † 14. April 1988 in Suresnes (Hauts-de-Seine) bei Paris). Aktivist, Historiker und Theoretiker des Anarchismus.
- James Guillaume (* 16. Februar 1844 in London; † 20. November 1916 in Paris) Schriftsteller und bedeutendes Mitglied der Juraföderation.

## H

Wilhelm Hasselmann

- Johan de Haas (* 1. September 1897; † 10. April 1945), niederländischer Autor, Antimilitarist und Anarchist.
- Hellmut G. Haasis (* 7. Januar 1942 in Mühlacker; † 23. Februar 2024 in Reutlingen), deutscher Historiker, Schriftsteller und Verleger.
- Wilhelm Hasselmann (* 25. September 1844 in Bremen; † 25. Februar 1916 in New York), vormals sozialdemokratischer Politiker, Parteiausschluss 1880, emigriert in die USA, Redakteur, sozialrevolutionärer Publizist
- Wolfgang Haug (* 1955), Verleger und Publizist.
- Werner Henneberger, Architekt, Anarchosyndikalist (1904–1977)
- Émile Henry (* 1872; † 1894). Aktivist.
- Senna Hoy eigentl. Johannes Holzmann (* 1882 in Tuchel (Westpreußen); † 1914 in Meschtscherskoje) Schriftsteller.

## I
- Félix Martí Ibañez, (* 1913 in Cartagena; † 1974 in New York City) Arzt, Psychoanalytiker, Sexualreformer während des Spanischen Bürgerkriegs
- Itō Noe, (伊藤 野枝) (* 21. Januar 1895 in Fukuoka, Japan; † 16. September 1923 in Fukuoka) Sozialkritikerin, Autorin, Feministin.

## J
- Albert de Jong (* 29. April 1891 in Amsterdam; † 27. Juli 1970 in Heemstede), niederländischer Autor und Anarchosyndikalist
- Année Rinzes de Jong (* 7. März 1883; † 27. Januar 1970), niederländischer Pfarrer und christlicher Anarchist
- Gregorio Jover Cortés (* 1891 in Teruel; † 22. März 1964 in Mexiko-Stadt) Mitglied der Federación Anarquista Ibérica während des spanischen Bürgerkriegs.

## K

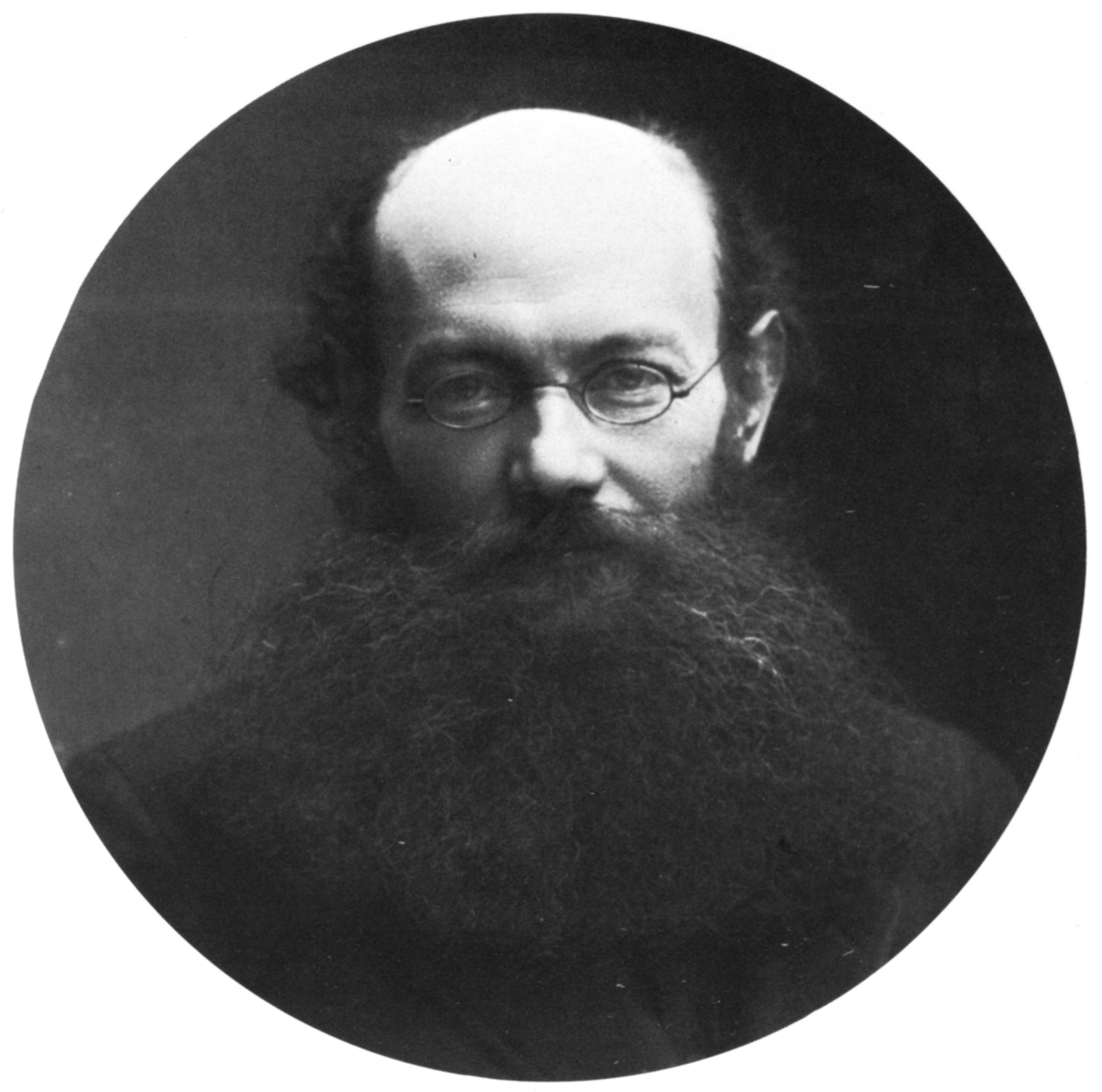
Peter Kropotkin

- Hendrik Ebo Kaspers (* 11. Februar 1869 in Reiderwolderpolder (Niederlande); † 24. Juli 1953 in Santpoort), niederländischer Antimilitarist.
- Fritz Kater eigentlich Friedrich Kater (* 19. Dezember 1861 in Barleben; † 20. April 1945 in Berlin). Maurer und Verleger.
- Ulrich Klan (* 1953). Musiker, Komponist und Autor.
- Klaus der Geiger (* 20. Januar 1940 in Dippoldiswalde als Klaus Christian von Wrochem); deutscher Violinist, Liedermacher und Straßenmusiker.
- Holger Klotzbach (* 30. Januar 1946 in Duisburg), Kabarettist, in den 1980er Jahren Mitglied des Kabaretttrios Die 3 Tornados, seit 1992 Inhaber und Geschäftsführer der Bar jeder Vernunft und seit 2002 des Veranstaltungszeltes Tipi am Kanzleramt in Berlin.
- Heiner Koechlin (* 21. Januar 1918 in Basel; † 7. Mai 1996 in Basel) Autor und Publizist, 15 Jg. Zeitschrift Akratie
- Karl Koch; (* 22. Juli 1965 in Hannover; † 23. oder 24. Mai 1989 in Ohof), Hacker
- Fritz Köster (* 13. Februar 1855; † 1934). Redakteur und Anarchosyndikalist
- Leopold Kohr (* 5. Oktober 1909 in Oberndorf bei Salzburg; † 26. Februar 1994 in Gloucester, England). Nationalökonom, Jurist, Philosoph.
- Pieter Adrianus Kooijman (* 25. Februar 1891 in Rotterdam; † 17. Januar 1975 in Den Haag), niederländischer Aktivist.
- Bernd Kramer (* 22. Januar 1940 in Remscheid; † 5. September 2014 in Berlin). Verleger, Gründer des Karin Kramer Verlages.
- Karin Kramer (* 9. November 1939; † 20. März 2014 in Berlin). Verlegerin, Gründerin des Karin Kramer Verlages.
- Georg Kreisler (* 18. Juli 1922 in Wien; † 22. November 2011 in Salzburg), österreichischer Dichter, Chansonnier und Kabarettist
- Pjotr Kropotkin (russisch Пётр Алексеевич Кропоткин) (* 9. Dezember 1842 in Moskau; † 8. Februar 1921 in Dmitrow). Geograph und Schriftsteller. Begründer des kommunistischen Anarchismus.
- Gabriel Kuhn (* 1972 in Innsbruck) Schriftsteller und Autor.
- Dieter Kunzelmann (* 14. Juli 1939 in Bamberg; † 9. Mai 2018 in Berlin), politischer Aktivist der westdeutschen Studentenbewegung der 1960er Jahre und Mitbegründer der von 1967 bis 1969 bestehenden Kommune I in West-Berlin.
- Galina Agafja Andrejewna Kusmenko (* 1892 in Pischtschanyj Brid; † 23. März 1978 in Taras), Beteiligte der Machnowschtschina und Ehefrau Nestor Machnos

## L

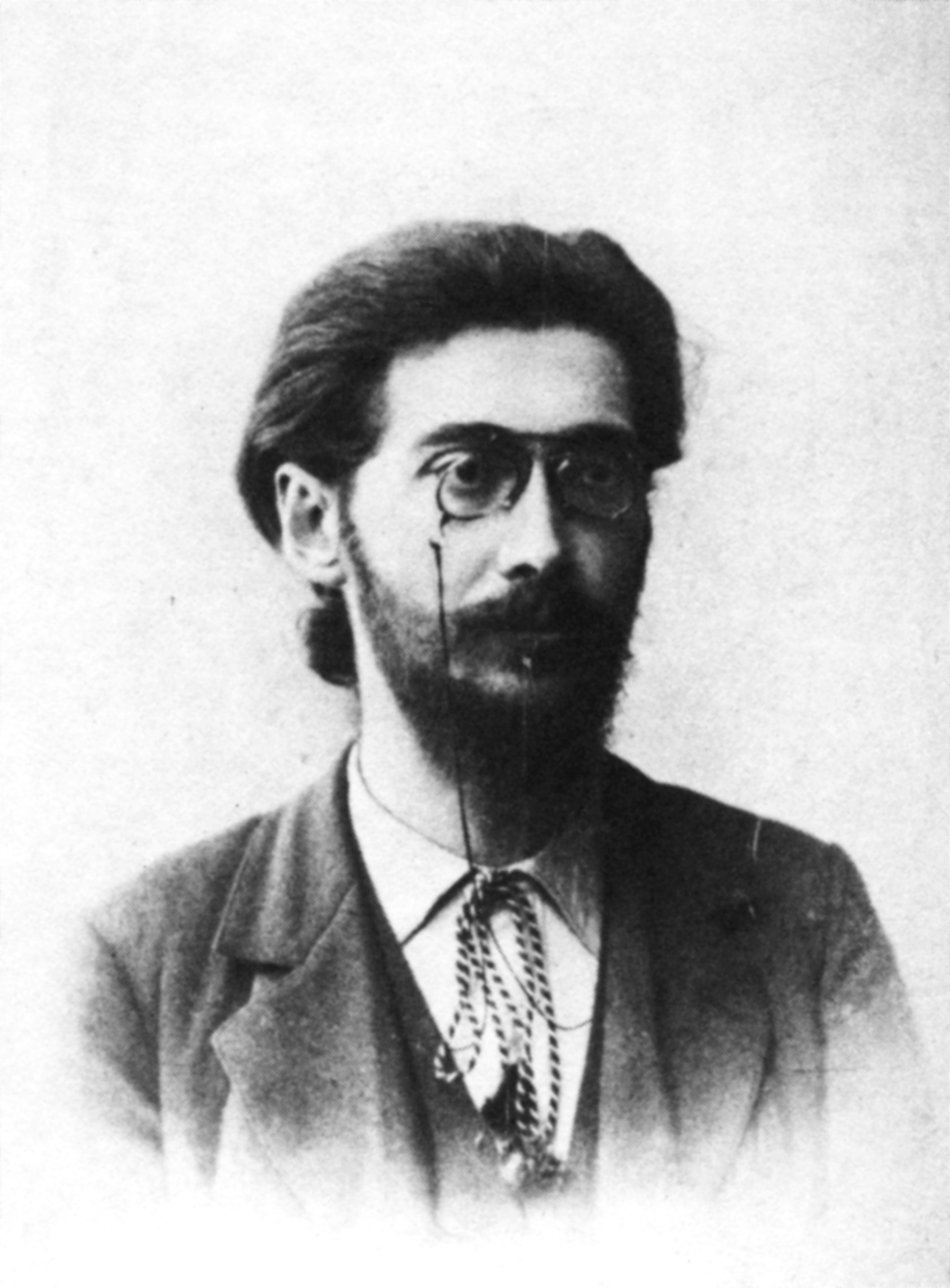
Gustav Landauer

- Benedict Lachmann (* 8. Februar 1878; † 4. Dezember 1941) individualanarchistischer Publizist und Buchhändler
- Gustav Landauer (* 7. April 1870 in Karlsruhe; † 2. Mai 1919, ermordet in München-Stadelheim) führender Theoretiker und Aktivist.
- Chris Lebeau (* 26. Mai 1878 in Amsterdam; † 2. April 1945 im KZ Dachau), niederländischer Künstler und Anarchist.
- Arthur Lehning (* 23. Oktober 1899 in Utrecht; † 1. Januar 2000 in Lys-Saint-Georges, Frankreich) niederländischer Anarchosyndikalist und Mitbegründer des IISG Amsterdam.
- André Léo, eigentlich Victoire Léodile Béra; (* 18. August 1824 in Lusignan, Département Vienne; † 20. Mai 1900 in Paris); französische Schriftstellerin, Journalistin und Feministin.
- Friedrich Liebling (* 25. Oktober 1893 in Augustowka/Galizien (Österreich-Ungarn); † 28. Februar 1982) von Ramus beeinflusst, libertärer Psychologe, „Zürcher Schule“.
- Bart de Ligt (* 17. Juli 1883 in Schalkwijk, Niederlande; † 3. September 1938 in Nantes, Frankreich), niederländischer Theologe, Autor und Anarchist.
- Louis Lingg (* 9. September, 1864 in Mannheim; † 10. November 1887 in Chicago) Gewerkschafter und Opfer der Haymarket-Affäre.
- Gino Lucetti (* 31. August 1900; † 17. September 1943), italienischer Anarchist.
- Luigi Lucheni (* 22. April 1873 in Paris; † 19. Oktober 1910 in Genf, Selbstmord), falsch auch Luigi Luccheni oder Louis Lucheni. Attentäter.

## M

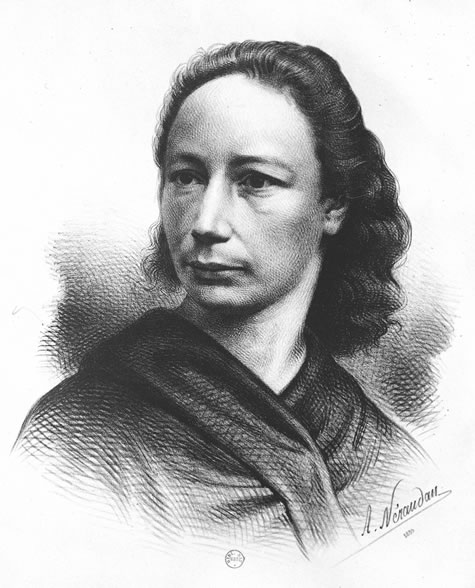
Louise Michel

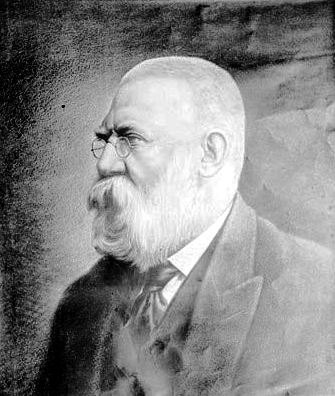
Johann Most

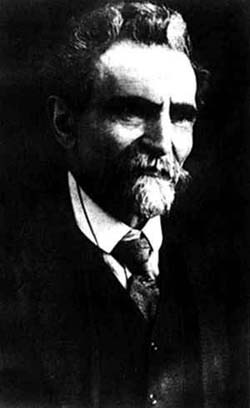
Errico Malatesta

- Nestor Machno (ukrainisch Нестор Іванович Махно; * 7. November 1888 in Huljai-Pole, Ukraine; † 6. Juli 1934 in Paris). Aktivist der nach ihm benannten Machnowschtschina, Theoretiker.
- John Henry Mackay (* 6. Februar 1864 in Greenock bei Glasgow, Schottland; † 16. Mai 1933 in Berlin-Charlottenburg). Hauptvertreter des Individualanarchismus in Deutschland
- Gildardo Magaña (* 7. März 1891; † 13. Dezember 1939), mexikanischer Revolutionär, Politiker und Anarchosyndikalist.
- Ricardo Flores Magón (* 16. September 1874 in San Antonio Eloxochitlán in Oaxaca; † 22. November 1922 im Gefängnis in Leavenworth im US-amerikanischen Bundesstaat Kansas). Journalist und Literat.
- Errico Malatesta (* 14. Dezember 1853 in Capua/Provinz Caserta; † 22. Juli 1932 in Rom). Schriftsteller.
- Judith Malina (* 4. Juni 1926 in Kiel; † 10. April 2015 in Englewood). Schauspielerin.
- Teresa Mañé Miravet (* 29. November 1865 in Cubelles; † 5. Februar 1939 in Perpignan). Pädagogin und Verlegerin.
- Sylvain Maréchal (* 15. August 1750 in Paris; † 18. Januar 1803 in Montrouge). Spätaufklärer, Vordenker des Anarchismus.
- Wilhelm Marr (* 16. November 1819 in Magdeburg; † 17. Juli 1904 in Hamburg) Arbeiteranarchist, Publizist, erster Propagandist des Anarchismus im deutschen Sprachraum, ebenso Aktivist und Erfinder der Selbstbezeichnung Antisemit / Antisemitismus
- Dora Marsden (* 5. März 1882 in Marsden, Yorkshire, England; † 13. Dezember 1960) Feministin, Literaturherausgeberin und Autorin.
- Todd May Professor der Philosophie an der Clemson University, South Carolina, USA. Mitbegründer des Postanarchismus.
- Wendy McElroy (* 1951), kanadische Vertreterin des Individualistischen Anarchismus und „sex-positive“ Feministin.
- Johannes Methöfer (* 17. August 1863; † 24. Oktober 1933), einer der ersten Anarchisten in den Niederlanden
- Ida Mett (* 20. Juli 1901 in Smorgone, Russland, als Ida Gilman; † 27. Juni 1973 in Paris, Frankreich). Herausgeberin von Zeitschriften und technische Übersetzerin.
- Louise Michel (* 29. Mai 1830 auf Schloss Broucourt, Département Haute-Marne; † 9. Januar 1905 in Marseille). Autorin.
- Lodewijk van Mierop (* 1. Januar 1876 in Rotterdam; † 13. Juni 1930 in Bussum), niederländischer Pazifist und christlicher Anarchist.
- Octave Mirbeau (* 16. Februar 1848 in Trévières, Calvados; † 16. Februar 1917 in Paris), französischer Journalist, Kunstkritiker und Romanautor
- Federica Montseny (* 12. Februar 1905 in Madrid; † 14. Januar 1994 in Toulouse), Schriftstellerin und Ministerin in der Zweiten Spanischen Republik
- Alan Moore (* 18. November 1953), britischer Autor
- Johann Most (* 5. Februar 1846 in Augsburg; † 17. März 1906 in Cincinnati in den USA). Autor.
- Erich Mühsam (* 6. April 1878 in Berlin; ermordet † 10. Juli 1934 im KZ Oranienburg). Aktivist, Publizist und Schriftsteller.
- Herbert Müller-Guttenbrunn (* 5. Juni 1887 in Wien; † 10. April 1945), österreichischer Publizist, Schriftsteller und Satiriker
- Jürgen Mümken (* 1965). Postanarchistischer Autor.

## N

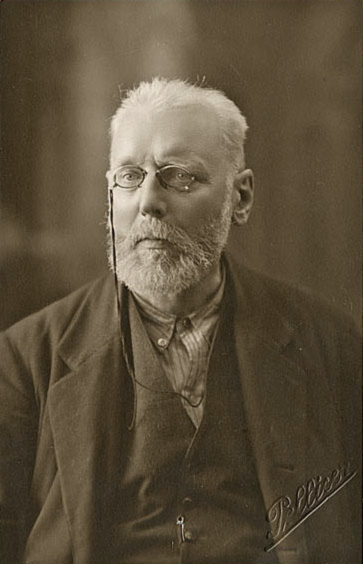
Max Nettlau

- Maximilian Nacht, auch bekannt unter dem Namen Max Nomad  (* 15. September 1881 in Buczacz (Ostgalizien); † 18. April 1973 in New York City). Anarchistischer, später sozialistischer Journalist und Schriftsteller.
- Oscar Neebe (* 12. Juli 1850 in New York City; † 22. April 1916 in Chicago). Gewerkschafter und Angeklagter im Prozess um den  Haymarket Riot.
- Max Nettlau, (* 30. April 1865 in Neuwaldegg, heute Teil von Wien; † 23. Juli 1944 in Amsterdam). Historiker.
- Saul Newman (* 1972). Postanarchistischer Politikwissenschaftler.

## O
- Fritz Oerter (* 19. Februar 1869 in Straubing; † 20. September 1935 in Fürth), Lithograf, Schriftsteller der anarchistischen Bewegung, Leihbuchhändler und Zeitungsredakteur.
- Sepp Oerter (* 24. September 1870 in Straubing; † 14. Dezember 1928 in Braunschweig), Journalist und Aktivist in der anarchistischen Bewegung; später SPD, USPD und NSDAP, 1919–1920 Ministerpräsident von Braunschweig.
- Bartholomeus van Ommeren (* 5. April 1859; † 6. September 1907), niederländischer Redakteur und Anarchist
- Felix Ortt, niederländischer Autor, Philosoph und christlicher Anarchist (1866–1959)
- Ōsugi Sakae (1885–1923), bedeutendster japanischer Anarcho-Syndikalist der Taishō-Ära

## P

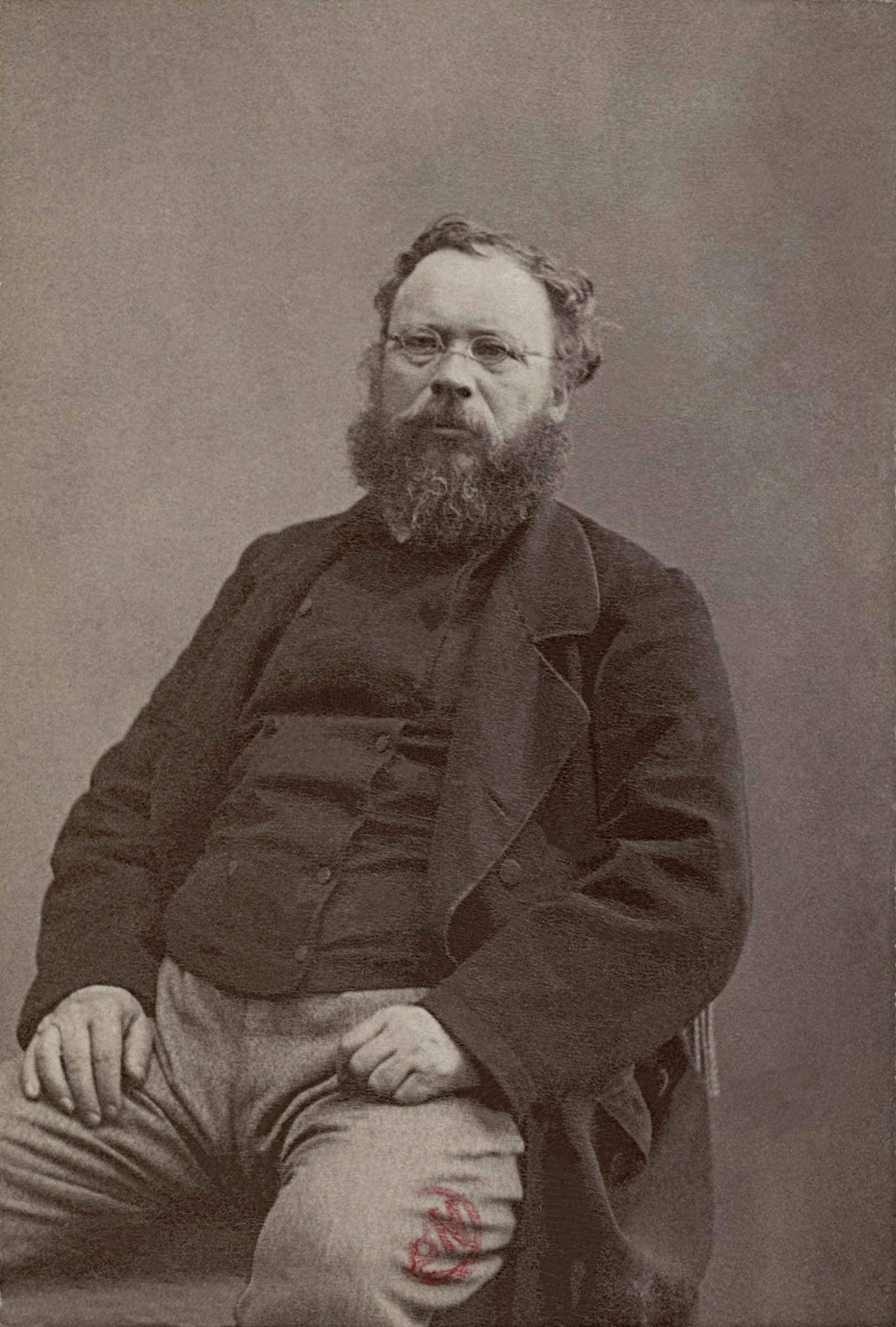
Pierre-Joseph Proudhon

- Chuck Palahniuk (* 21. Februar 1962 in Pasco, Washington). Autor und freiberuflicher Journalist.
- Georges Palante (* 20. November 1862; † 5. August 1925), französischer Philosoph
- Sidney E. Parker (* 1930 in London). Britischer individualistischer Anarchist, Herausgeber der Zeitschriften Minus One und Egoist.
- Willi Paul (* 1. Juli 1897 in Göttingen; † 27. April 1979), Widerstandskämpfer, Anarchosyndikalist
- Abel Paz, eigentlich Diego Camacho (* 12. August 1921 in Almería; † 13. April 2009 in Barcelona). Revolutionär, Widerstandskämpfer gegen Franco und Schriftsteller.
- Juan Peiró (* 18. Februar 1887 in Barcelona; † 24. Juli 1942 in Paterna), Glaser, Ökonom und Minister in der Zweiten Spanischen Republik
- Utah Phillips (* 15. Mai 1935 in Cleveland, Ohio; † 23. Mai 2008 in Nevada City, Kalifornien). Folksänger und Mitglied der Industrial Workers of the World.
- May Picqueray (* 8. Juli 1898 in Savenay; † 3. November 1983 in Paris), militante Anarchistin
- Giuseppe Pinelli (* 21. Oktober 1928 in Mailand; † 15. Dezember 1969 in Mailand). Eisenbahnarbeiter und ABC-Sekretär. In Polizeihaft unter ungeklärten Umständen verstorben.
- Theodor Plievier (* Februar 1892 in Berlin; † 12. März 1955 in Avegno, Schweiz), deutscher Schriftsteller. Bekannt wurde er vor allem durch seine Romantrilogie über die Kämpfe an der Ostfront des Zweiten Weltkriegs, bestehend aus den Werken Stalingrad, Moskau und Berlin.
- Amparo Poch y Gascón (* 15. Oktober 1902 in Saragossa; † 15. April 1968 in Toulouse). Medizinerin und Publizistin.
- Émile Pouget (* 12. Oktober 1860 in Pont-de-Salars, Département Aveyron; † 21. Juli 1931 Palaiseau, Département Seine-et-Oise). Theoretiker der Direkten Aktion.
- Pierre-Joseph Proudhon (* 15. Januar 1809 in Besançon, Frankreich; † 19. Januar 1865 in Passy bei Paris). Ökonom und Soziologe. Begründer der mutualistischen Strömung des Anarchismus (auch solidarischer Anarchismus, Proudhonismus).
- Salvador Puig Antich (* 1948 in Barcelona; † 2. März 1974 im Gefängnis Modelo in Barcelona, hingerichtet). Widerstandskämpfer gegen Franco.

## Q
- Horst Matthai Quelle (* 30. Januar 1912 in Hannover; † 27. Dezember 1999 in Tijuana) deutsch-mexikanischer Philosoph und Individualanarchist

## R

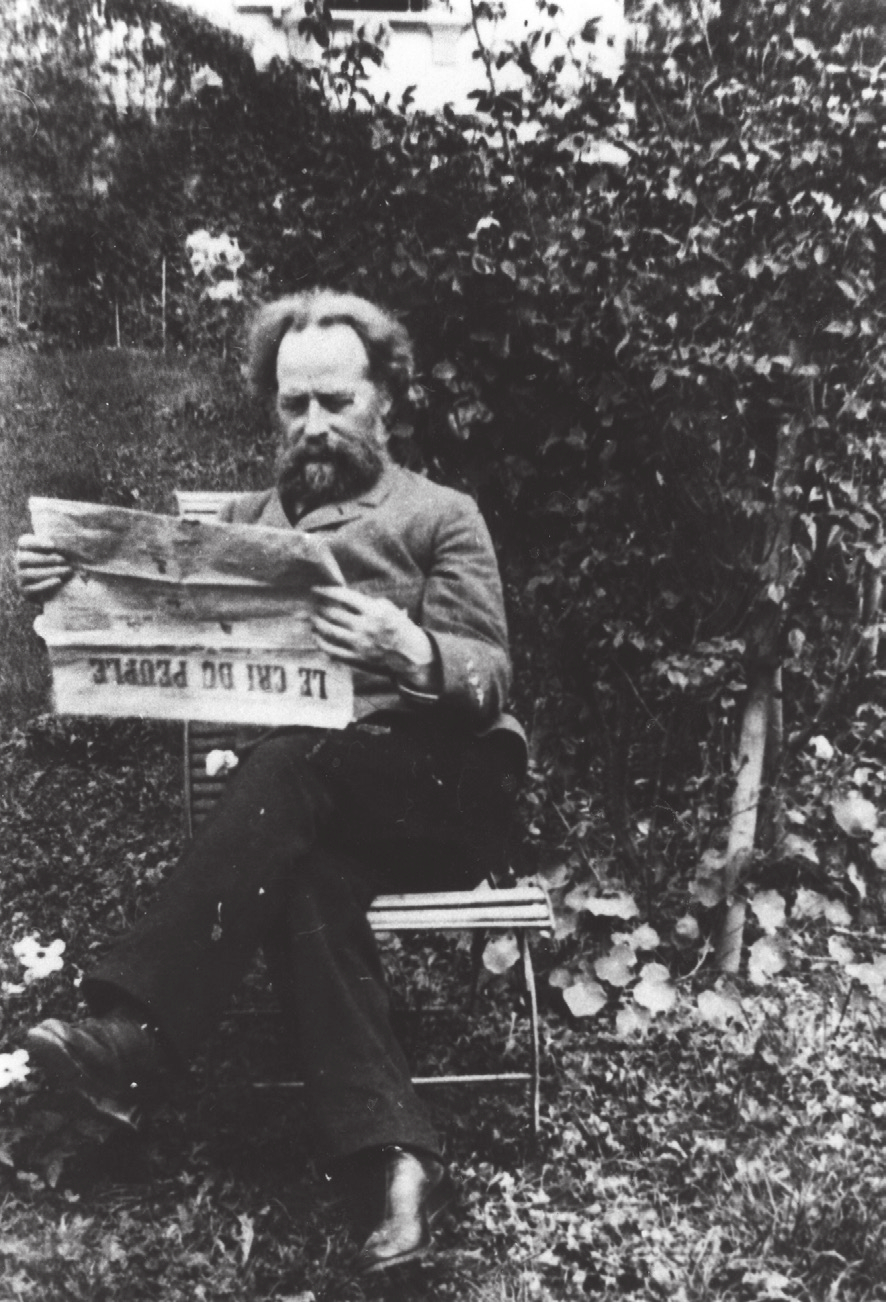
Reclus liest „Le Cri du peuple“ in seinem Brüsseler Garten.

- Alfred Reginald Radcliffe-Brown (* 17. Januar 1881 in Birmingham; † 24. Oktober 1955 in London) war ein Pionier der britischen Sozialanthropologie und in seiner Jugendzeit aktiver Anarchist.
- Michel Ragon (* 1924 in Marseille; † Februar 2020). Romancier.
- Karl Raichle (* 31. August 1889 in Dettingen unter Teck; † 16. April 1965 in Meersburg), deutscher Zinnschmied und Metallkünstler, gründete 1928 in Urach mit der Kommune am Grünen Weg den an verschiedenen nonkonformistischen und lebensreformerischen Ideen orientierten Uracher Kreis.
- Pierre Ramus Pseudonym für Rudolf Grossmann (* 15. April 1882 in Wien; † 27. Mai 1942 (?) auf dem Schiff nach Veracruz, Mexiko). Aktivist und Theoretiker. Seit 1992 gibt es mit Sitz in Wien die Pierre-Ramus-Gesellschaft.
- Ravachol eigentl. François Claudius Koeningstein (* 14. Oktober 1859 in Saint-Chamond, Département Loire; † 11. Juli 1892 in Montbrison, Département Loire). Verfechter der Propaganda der Tat.
- Georg von Rauch (* 12. Mai 1947 in Marburg an der Lahn; † 4. Dezember 1971 in Berlin), Aktivist.
- Herbert Read (* 4. Dezember 1893 auf dem Gut Muscoats in der Nähe von Stonegrave (Yorkshire); † 12. Juni 1968 in Stonegrave). Kunsthistoriker.
- Élisée Reclus (* 15. März 1830 in Sainte-Foy-la-Grande (Gironde); † 4. Juli 1905 in Torhout, Belgien). Geograph und Theoretiker.
- Abraham Mozes Reens (* 16. September 1870; † 6. September 1930), jüdischer, niederländischer Propagandist für den revolutionären Sozialismus und Anarchismus.
- Jacob van Rees (* 16. April 1854 in Amsterdam; † 4. Januar 1928 in Hilversum), niederländischer Antimilitarist und Anarchist.
- Otto Reimers (* 17. September 1902 in Grambek; † 22. Oktober 1984 in Laufenburg). Autor und Publizist.
- August Reinsdorf (* 31. Januar 1849 in Pegau; † 7. Februar 1885 in Halle). Verfechter der Propaganda der Tat.
- Rio Reiser eigentl. Ralph Christian Möbius (* 9. Januar 1950 in Berlin; † 20. August 1996 in Fresenhagen, Nordfriesland), deutscher Musiker, zunächst als Frontmann der Politrock-Band Ton Steine Scherben, danach unter eigenem Namen. In seinen letzten Lebensjahren Mitglied der PDS.
- Robert Reitzel (* 27. Januar 1849 in Schopfheim; † 31. März 1898 in Detroit). Schriftsteller, Hrsg. der Zeitschrift Der arme Teufel.
- Rudolf Rocker (* 25. März 1873 in Mainz; † 19. September 1958 in Westchester County, USA). Autor und Historiker.
- Jerry Rubin (* 14. Juli 1938 in Cincinnati; † 28. November 1994 in Los Angeles) US-amerikanischer Aktivist gegen den Vietnamkrieg in den 1960er und 1970er Jahren.
- Helmut Rüdiger (* 1903 in Frankenberg; † 1966 in Spanien). Redakteur und Herausgeber, zeitweilig Sekretär der Internationalen Arbeiter-Assoziation
- Otto Rühle (* 23. Oktober 1874 in Großvoigtsberg/Sachsen; † 24. Juni 1943 in Mexiko-Stadt), zunächst sozialdemokratischer, später rätekommunistischer Politiker und Schriftsteller, ab Mitte der 1920er Jahre zunehmende Annäherung an den Anarchismus und die Adlersche Individualpsychologie
- Han Ryner (* 7. Dezember 1861 in Nemours, Département d’Oran, Algerien; † 6. Januar 1938 in Paris). Pazifist.

## S

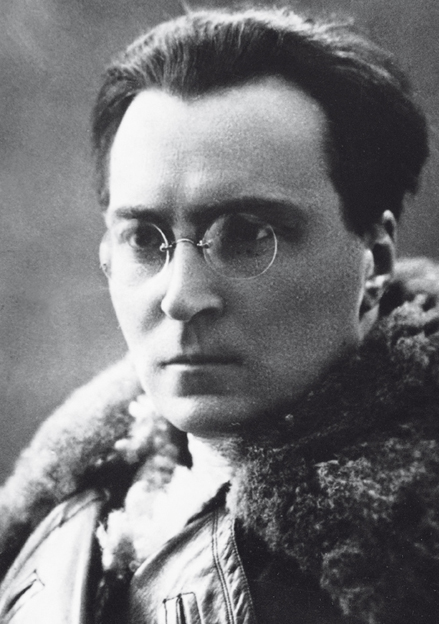
Victor Serge

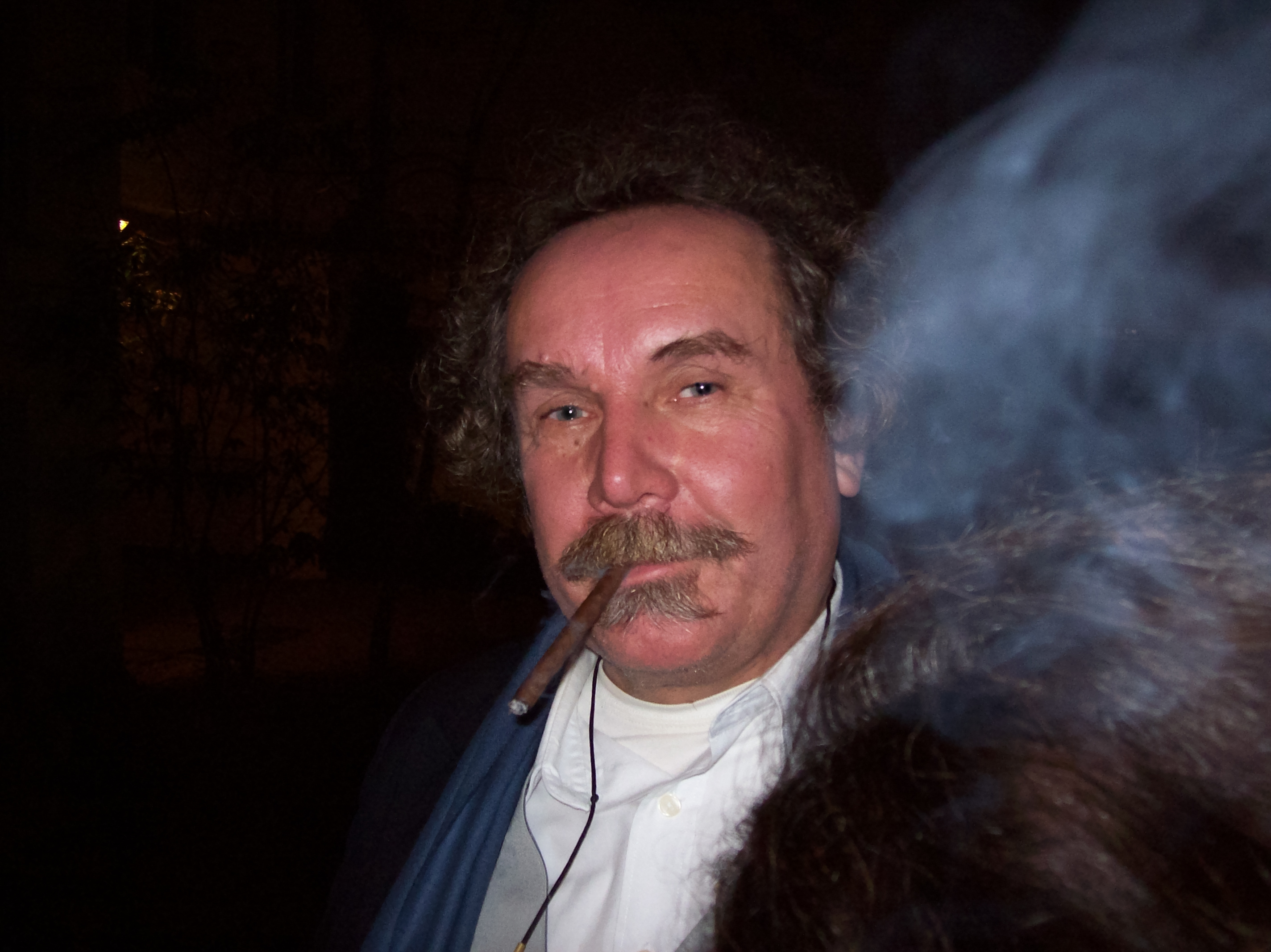
Horst Stowasser in Berlin 2007

- Sacco und Vanzetti Ferdinando „Nicola“ Sacco (* 1891 in Torremaggiore (FG), Italien) und Bartolomeo Vanzetti (* 1888 in Villafalletto (CN), Italien). Aus Italien eingewanderte Arbeiter in den USA. Angehörige der anarchistischen Arbeiterbewegung. Nach umstrittenen Verfahren in der Nacht vom 22. auf den 23. August 1927 hingerichtet. 1977 posthum rehabilitiert.
- Diego Abad de Santillán Pseudonym für Sinesio Vaudilio García Fernández (* 20. Mai 1897 in Reyero; † 18. Oktober 1983 in Barcelona). Herausgeber, Autor und Ökonom.
- Alexander Schapiro (* 6. August 1890; † 1942 im KZ Auschwitz-Birkenau) aktiv in der Machnobewegung und im Spanischen Bürgerkrieg
- Fritz Scherer (Anarchist) (* 1903 in Berlin; † 14. März 1988 in Berlin). Anarchistischer Wanderarbeiter und Buchbinder.
- Dieter Schrage (* 28. Juni 1935 in Hagen; † 29. Juni 2011 in Wien). Österreichischer Kulturwissenschaftler, -aktivist und -politiker.
- Antje Schrupp (* 22. September 1964 in Weilburg, Hessen); deutsche Politikwissenschaftlerin, Journalistin und Bloggerin, Buchautorin und Übersetzerin.
- Fedossij Schtschus * (13. Märzjul. / 25. März 1893greg. im Dorf Welykomychajliwka; † 27. Juni 1921, bei Choruschiwka). Beteiligter der Machnowschtschina
- Ilse Schwipper (* 24. Juni 1937 in Berlin; † 27. September 2007 in Berlin), Anarchafeministin.
- Adhémar Schwitzguébel (* 1844 in Sonvilier; † 23. Juli 1895 in Biel). Theoretiker des kollektivistischen Anarchismus, Mitbegründer der Juraföderation und Mitglied der Ersten Internationale.
- Salvador Seguí (* 23. Dezember 1886 in Tornabous; † 10. März 1923 in Barcelona), bekannt als El noi del sucre (Katalanisch für „Der Zuckerjunge“), war zu Beginn des 20. Jahrhunderts eine herausragende Persönlichkeit des spanischen Anarchismus und Syndikalismus.
- Victor Serge, eigentl. Victor Lvovich Kibalchich (* 30. Dezember 1890 in Brüssel; † 17. November 1947 in Mexiko), Revolutionär und Schriftsteller. Serge war eigentlich Anarchist, schloss sich aber 1919, trotz großer Skepsis und Bedenken gegenüber deren Vorgehen den Bolschewiki an.
- John Sinclair (* 2. Oktober 1941 in Flint, Michigan; † 2. April 2024 in Detroit), US-amerikanischer Dichter und Schriftsteller
- Antonio Díaz Soto y Gama, mexikanischer Rechtswissenschaftler, Revolutionär und Anarchosyndikalist (1880–1967)
- Augustin Souchy (* 28. August 1892 in Ratibor, Oberschlesien; † 1. Januar 1984 in München). Antimilitarist.
- August Spies (* 10. Dezember 1855 in Landecker Amt, Hessen; † 11. November 1887 in Chicago). Chefredakteur und Herausgeber der Arbeiter-Zeitung, Sprecher der US-amerikanischen Arbeiterbewegung in Chicago und Haymarket-Märtyrer.
- Lysander Spooner (* 1808; † 1887). Rechtsphilosoph, Unternehmer und Gegner der Sklaverei.
- Mollie Steimer (* 21. November 1897; † 23. Juli 1980), russische Anarchistin.
- Rudolf Steiner (* 27. Februar 1861 in Donji Kraljevec nahe Čakovec, Kroatien (Medjimurje), damals Österreich; † 30. März 1925 in Dornach, Schweiz). Herausgeber, Redakteur und Individualanarchist ca. 1893–1900. Später Begründer der Anthroposophie.
- Jan Sterringa (* 25. Februar 1870; † 27. November 1951), niederländischer Theosoph und Anarchist.
- Max Stirner Pseudonym für Johann Caspar Schmidt (* 25. Oktober 1806 in Bayreuth; † 25. Juni 1856 in Berlin). Philosoph und Journalist. Vorläufer des Individualanarchismus.
- Horst Stowasser (* 7. Januar 1951 in Wilhelmshaven; † 30. August 2009 in Ludwigshafen am Rhein). Autor.
- Artur Streiter (* 17. Januar 1905 in Neuruppin; † 25. Oktober 1946 in Schönow) Maler, Auftragszeichner, Schriftsteller, Journalist und Literaturkritiker. Mitglied der FAUD

## T

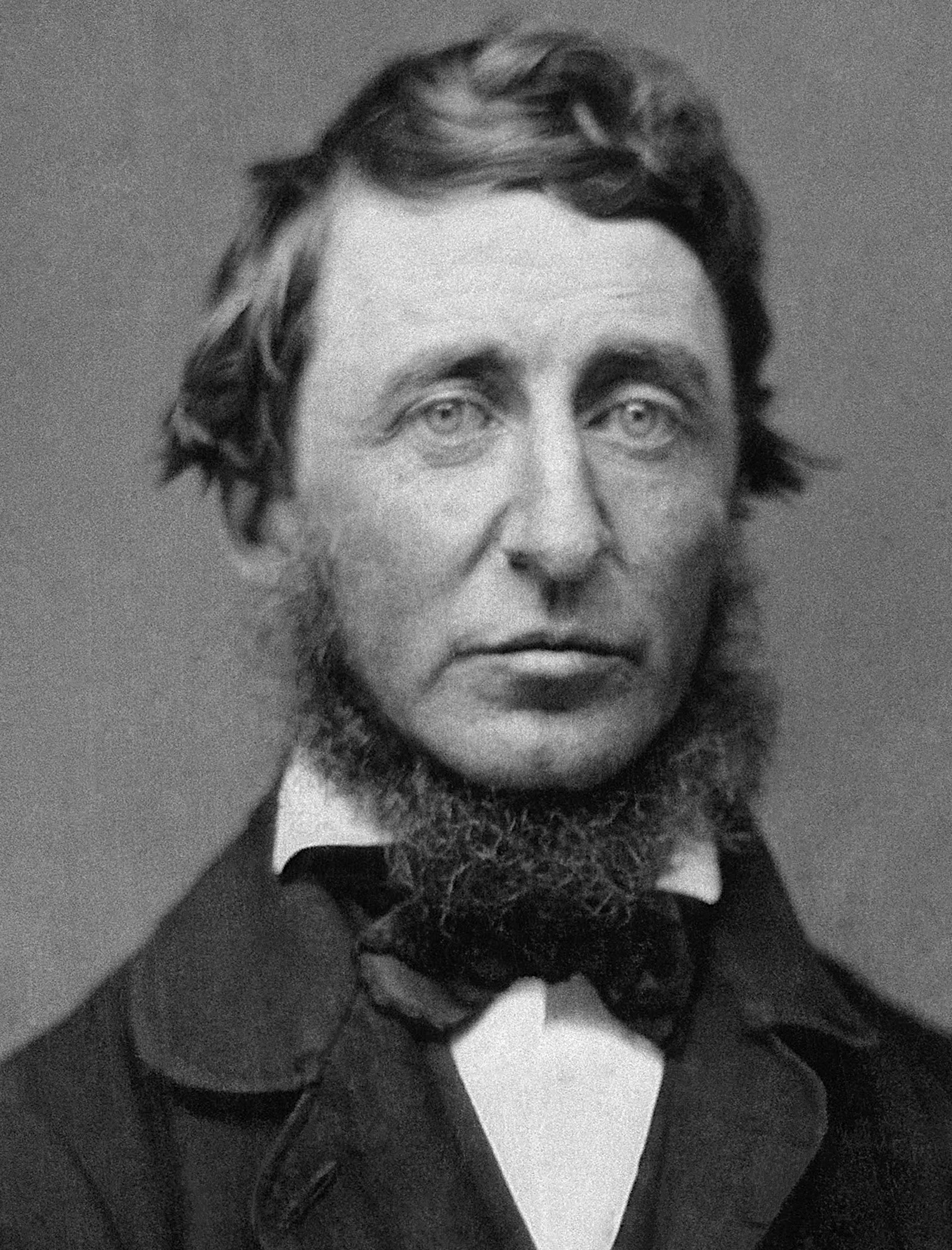
Henry David Thoreau

- Frank Tannenbaum (* 1893 in Österreich; † 1969 in New York City). US-amerikanischer Soziologe und Historiker
- Fritz Teufel (* 17. Juni 1943 in Ingelheim; † 6. Juli 2010 in Berlin), politischer Aktivist der westdeutschen Studentenbewegung der 1960er Jahre und Mitbegründer der von 1967 bis 1969 bestehenden Kommune I in West-Berlin
- Clara Thalmann (* als Clara Enser 1910 in Basel; † 27. Januar 1987 in Frankreich), Widerstandskämpferin im spanischen Bürgerkrieg, Autorin.
- Paul Thalmann (* 1901 in Basel; † 1980 in Frankreich), Kämpfer im spanischen Bürgerkrieg, Autor und Kommunegründer.
- Henry David Thoreau (* 12. Juli 1817 in Concord, Massachusetts; † 6. Mai 1862 ebenda). Schriftsteller und Philosoph, u. a. Autor von Über die Pflicht zum Ungehorsam gegen den Staat.
- Uwe Timm (* 5. Februar 1932; † 7. März 2014 in Barcelona) Vertreter des Individualanarchismus, Mitbegründer der „Mackay-Gesellschaft“, Herausgeber der libertären Zeitschrift espero
- Claus Timmermann, Verleger (* 1866; † 1941)
- Lew Nikolajewitsch Tolstoi (* 9. September 1828 in Jasnaja Poljana; † 20. November 1910 in Astapowo) Russischer Schriftsteller und Vertreter eines religiös inspirierten Anarchismus
- B. Traven (* um 1882; † 26. März 1969 in Mexiko-Stadt). Schriftsteller.
- Lew Tschjorny (* 1890 in Moskau; † 21. September 1921 in Moskau) russischer Anarchist der sog. Dritten Russischen Revolution
- Benjamin Tucker (* 17. April 1854 in South Dartmouth, Massachusetts; † 22. Juni 1939 in Monaco). Journalist, Autor, Übersetzer, Verleger, Herausgeber von Liberty (1881–1908).

## V
- Raoul Vaneigem (* 1934 in Lessines, Belgien). Künstler, Autor und Kulturphilosoph.
- Volin eigentlich Wsewolod Michailowitsch Eichenbaum (* 1882 in Woronesch, Russland; † 18. September 1945 in Paris). Russischer Revolutionär.

## W

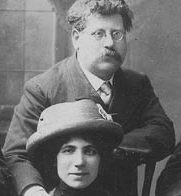
Rudolf Rocker und Milly Witkop. Ausschnitt des Gruppenfotos eines anarchistischen Treffens 1912

- Kurt Wafner (* 25. November 1918 in Berlin; † 10. März 2007 in Berlin). Verlagslektor, Hörspielautor und Anti-Militarist.
- Colin Ward (* 14. August 1924 in Wanstead, Essex; † 11. Februar 2010). Schriftsteller und Sozialhistoriker.
- Josiah Warren (* 1798 in Boston, Massachusetts; † 14. April 1874 in Boston) Sozialreformer, Musiker, Erfinder und Schriftsteller.
- Gerhard Wartenberg, (* 1. Februar 1904 in Tannroda (Thüringen); † 22. Dezember 1942 im Konzentrationslager Sachsenhausen). Autor, Zeitschriftenherausgeber, Anarchosyndikalist
- Otto Weidt (* 2. Mai 1883 in Rostock; † 22. Dezember 1947 in Berlin). Besenbinder und Gerechter unter den Völkern.
- Simone Weil (* 3. Februar 1909 in Paris; † 24. August 1943 in Ashford (Kent)). Philosophin und Mystikerin.
- Clara Gertrud Wichmann (* 17. August 1885 in Hamburg; † 15. Februar 1922 in Den Haag). Juristin.
- Hans Widmer (* 1947), Schweizer Autor. Meist unter dem Pseudonym p. m.
- Oscar Wilde (* 16. Oktober 1854 in Dublin; † 30. November 1900 in Paris). Irischer Schriftsteller.
- Michael Wilk (* 1956 in Wiesbaden) Autor, Arzt, Psychotherapeut
- Bradley Roland Will (* 1970 in Evanston, Illinois; † 27. Oktober 2006 in Oaxaca de Juárez). Journalist und Indymedia-Aktivist. Erschossen von mexikanischen Polizisten.
- Robert Anton Wilson (* 18. Januar 1932 in Brooklyn; † 11. Januar 2007 in Capitola bei Santa Cruz, Kalifornien). Autor und Philosoph.
- Milly Witkop-Rocker (* 1. März 1877 in Slotopol, Ukraine; † 23. November 1955 bei Lake Mohegan, USA). Feministin und Autorin.
- Robert Paul Wolff (* 27. Dezember 1933 in New York City; † 6. Januar 2025). Politischer Philosoph und Individualanarchist.
- George Woodcock (* 8. Mai 1912; † 28. Januar 1995). Kanadier. Fachmann für kanadische Literatur, zeitweise Anarchist und Autor eines anerkannten Werkes über den Anarchismus (1962).
- Paul Wulf (* 2. Mai 1921; † 3. Juli 1999). Antifaschist, Anarchist und Träger des Bundesverdienstkreuzes.

## Z

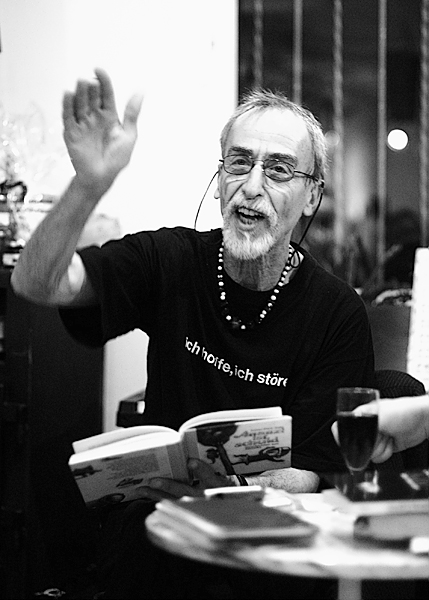
Peter-Paul Zahl

- Peter-Paul Zahl (* 14. März 1944 in Freiburg im Breisgau; † 24. Januar 2011 in Port Antonio, Jamaika). Schriftsteller.
- Anteo Zamboni (* 11. April 1911 in Bologna; † 31. Oktober 1926 in Bologna) Attentäter.
- Emiliano Zapata (* 8. August 1879 in San Miguel Anenecuilco (Morelos); † 10. April 1919 in Chinameca), Protagonist der mexikanischen Revolution.
- John Zerzan (* 1943 in Oregon). Primitivistischer Schriftsteller.
- Kurt Zube (* 14. Juli 1905 in Dirschau bei Danzig; † 7. Mai 1991 in Freiburg/Br.) pseud.: K.H.Z. Solneman, Begründer der Mackay-Gesellschaft, Verleger individual-anarchistischer Literatur
- Wolfgang Zucht (* 30. Januar 1929; † 17. September 2015) betrieb gemeinsam mit seiner Frau Helga Weber (* 1935) in Kassel den Verlag Weber & Zucht, der Literatur zum Anarchismus und zu libertären Bewegungen verlegt.